# فوكينغ
فوكينغ (بالصينية: 福清) هي مدينة من مدن الصين.

## المناخ
يظهر الجدول التالي التغييرات المناخية على مدار السنة لفوكينغ:
| البيانات المناخية لـفوكينغ                       | البيانات المناخية لـفوكينغ | البيانات المناخية لـفوكينغ | البيانات المناخية لـفوكينغ | البيانات المناخية لـفوكينغ | البيانات المناخية لـفوكينغ | البيانات المناخية لـفوكينغ | البيانات المناخية لـفوكينغ | البيانات المناخية لـفوكينغ | البيانات المناخية لـفوكينغ | البيانات المناخية لـفوكينغ | البيانات المناخية لـفوكينغ | البيانات المناخية لـفوكينغ | البيانات المناخية لـفوكينغ |
| الشهر                                            | يناير                      | فبراير                     | مارس                       | أبريل                      | مايو                       | يونيو                      | يوليو                      | أغسطس                      | سبتمبر                     | أكتوبر                     | نوفمبر                     | ديسمبر                     | المعدل السنوي              |
| ------------------------------------------------ | -------------------------- | -------------------------- | -------------------------- | -------------------------- | -------------------------- | -------------------------- | -------------------------- | -------------------------- | -------------------------- | -------------------------- | -------------------------- | -------------------------- | -------------------------- |
| الدرجة القصوى °م (°ف)                            | 27.0 (80.6)                | 29.3 (84.7)                | 29.7 (85.5)                | 31.2 (88.2)                | 33.0 (91.4)                | 35.1 (95.2)                | 36.4 (97.5)                | 37.2 (99.0)                | 37.1 (98.8)                | 33.7 (92.7)                | 30.8 (87.4)                | 27.6 (81.7)                | 37.2 (99.0)                |
| متوسط درجة الحرارة الكبرى °م (°ف)                | 15.1 (59.2)                | 15.2 (59.4)                | 17.8 (64.0)                | 22.3 (72.1)                | 26.2 (79.2)                | 29.2 (84.6)                | 32.3 (90.1)                | 32.2 (90.0)                | 29.7 (85.5)                | 25.9 (78.6)                | 21.9 (71.4)                | 17.5 (63.5)                | 23.8 (74.8)                |
| المتوسط اليومي °م (°ف)                           | 11.4 (52.5)                | 11.6 (52.9)                | 13.8 (56.8)                | 18.2 (64.8)                | 22.5 (72.5)                | 25.9 (78.6)                | 28.5 (83.3)                | 28.4 (83.1)                | 26.2 (79.2)                | 22.5 (72.5)                | 18.4 (65.1)                | 13.7 (56.7)                | 20.1 (68.2)                |
| متوسط درجة الحرارة الصغرى °م (°ف)                | 9.0 (48.2)                 | 9.2 (48.6)                 | 11.1 (52.0)                | 15.3 (59.5)                | 19.8 (67.6)                | 23.5 (74.3)                | 25.8 (78.4)                | 25.7 (78.3)                | 23.7 (74.7)                | 20.0 (68.0)                | 16.0 (60.8)                | 11.1 (52.0)                | 17.5 (63.5)                |
| أدنى درجة حرارة °م (°ف)                          | 0.5 (32.9)                 | 1.3 (34.3)                 | 0.3 (32.5)                 | 6.7 (44.1)                 | 11.0 (51.8)                | 15.9 (60.6)                | 20.5 (68.9)                | 21.5 (70.7)                | 16.0 (60.8)                | 10.9 (51.6)                | 6.2 (43.2)                 | −0.3 (31.5)                | −0.3 (31.5)                |
| الهطول مم (إنش)                                  | 39.8 (1.57)                | 81.4 (3.20)                | 125.5 (4.94)               | 145.3 (5.72)               | 179.1 (7.05)               | 284.3 (11.19)              | 148.1 (5.83)               | 233.6 (9.20)               | 188.0 (7.40)               | 45.0 (1.77)                | 37.6 (1.48)                | 27.7 (1.09)                | 1٬535٫4 (60.44)            |
| متوسط الرطوبة النسبية (%)                        | 72                         | 75                         | 77                         | 78                         | 79                         | 82                         | 79                         | 79                         | 76                         | 71                         | 70                         | 68                         | 76                         |
| المصدر: China Meteorological Data Service Center |                            |                            |                            |                            |                            |                            |                            |                            |                            |                            |                            |                            |                            |